# Zbroja strzelcza

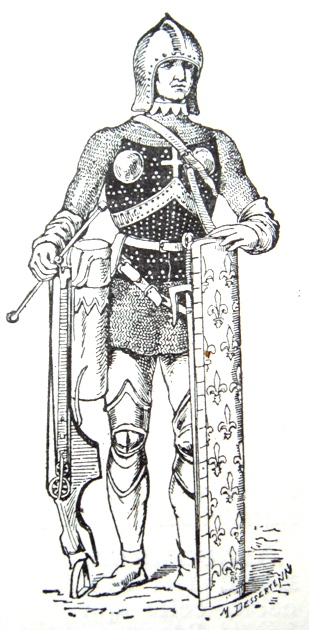
Francuski kusznik w zbroi strzelczej

Zbroja strzelcza – zbroja używana od XIII do XVI wieku składająca się z elementów nie przeszkadzających żołnierzowi w naciąganiu i strzelaniu z kuszy. W szczególności nie miała prawego naramiennika. Zazwyczaj była to kolczuga zakrywająca ciało od ramion do pasa, obojczyk i ewentualnie kirys bądź sam napierśnik. Ochroną głowy był hełm typu łebka lub kapalin.